# Neghelli
Neghelli è una città dell'Etiopia meridionale. Situata nella Zona di Guggi nella Regione di Oromia sulla strada che da Addis Abeba porta nella woreda di Dolo Odo, al confine con la Somalia. È il centro amministrativo della woreda del Liben. Nella città ebbe luogo il primo incidente, una rivolta di soldati in una caserma, che fu la principale causa della Rivoluzione Etiope.
La città è dotata di almeno una scuola primaria e una scuola secondaria, di ufficio postale e di servizio telefonico, e di una succursale della Ethiopian Electric Power Corporation.
Neghelli è servita da un piccolo aeroporto (ICAO code HANG IATA EGL).
La base militare di Neghelli, importante installazione dell'Esercito etiope, è situata a nord-est della città. A Neghelli tutte le domeniche si tiene un importante mercato di compra-vendita di cammelli.

## Storia
All'inizio della Seconda guerra italo-etiope, dal 4 ottobre 1935, la città fu uno dei quartieri generali del ras Destà Damtù. Dopo aver sottoposto, Neghelli, a frequenti bombardamenti, il generale Rodolfo Graziani riuscì a impadronirsi della città poco dopo la battaglia del Ganale Doria ottenendo successivamente il titolo di marchese di Neghelli dal re Vittorio Emanuele III. Neghelli fu poi ripresa dalle forze alleate Britanniche della Royal West African Frontier Force il 27 marzo 1941, dopo che le stesse si erano impadronite anche della città di Dolo.
L'unità militare-coloniale britannica trovò però che la città era stata abbandonata dagli Italiani già da 10 giorni, e gli aborigeni locali, i Borana (sottogruppo degli Oromo), avevano già saccheggiato e distrutto le caserme e tutti gli edifici dell'Esercito Italiano. Stando a quel che dice David Buxton, nel 1943, un battaglione dell'Esercito etiope era di guarnigione in "questo mezzo-costruito insediamento Italiano". In un edificio, risalente al periodo del colonialismo Italiano, alcuni Missionari Luterani Norvegesi, iniziarono a dar vita a un ospedale, fino al 1956, quando incominciò ad essere sotto le dipendenze del Ministero della Salute Pubblica etiope.
Durante la guerra dell'Ogaden, nell'agosto 1977, Neghelli fu ripetutamente attaccata da parte dell'Esercito somalo, senza mai però essere conquistata.

## Demografia
Nel 1994 Neghelli contava 23.997 abitanti.